# Ocultação de cadáver
A ocultação de cadáver é um crime no Brasil previsto no artigo 211 do Código Penal e descrito como "destruir, subtrair ou ocultar cadáver ou parte dele". A pena é de reclusão de um a três anos e multa.
O crime é permanente no Brasil, ou seja, "subsiste até o instante em que o corpo é descoberto, pois ocultar é esconder, sendo irrelevante o tempo em que o cadáver estava escondido".

## Modalidades

### Destruição
Refere-se a um cadáver ser queimado, prensado, esmagado ou mesmo sofre a ação de agentes químicos com o fim de reduzi-lo a detritos ou resíduos.

### Subtração
Segundo o Jus Brasil, "significa tirar a coisa da esfera de proteção, guarda ou disponibilidade de outrem", o que em outras palavras significa a retirada do cadáver da proteção da família, parentes, amigos e até vigias do cemitério.

### Ocultação
De acordo com o Jus Brasil, "equivale a esconder, fazer desaparecer o cadáver sem destruí-lo". A diferença da subtração é que a ocultação só pode se dar antes do cadáver ser enterrado.